# Paneuropäisches Forum der Bruderschaften
Das Paneuropäische Forum der Bruderschaften (ursprünglich auf Italienisch Forum Paneuropeo delle Confraternite) ist eine religiöse Veranstaltungsreihe, die 2020 auf Initiative der Bruderschaft des Heiligen Karl Borromäus von Lugano und der Confederazione delle Confraternite delle Diocesi d’Italia mit Genehmigung des Heiligen Stuhls gegründet wurde. Das Forum bringt katholische Bruderschaften aus Europa zusammen.
Die Forumstreffen dauern zwei bis drei Tage und umfassen Veranstaltungen wie Konferenzen und religiöse Feiern unter der Schirmherrschaft des Dikasteriums für die Evangelisierung und des Rates der Europäischen Bischofskonferenzen.

## Ziele
Das Paneuropäische Forum der Bruderschaften ist eine Initiative mit dem Ziel, europäische katholische Bruderschaften in einem Forum zusammenzubringen, das darauf abzielt, Antworten auf die aktuelle Mission dieser Gemeinschaften im europäischen Kontext zu finden.
Die Bruderschaften bringen viele Gläubige in ganz Europa zusammen. Nach Angaben der Organisatoren können sie Instrumente der Apostolats- und Evangelisierungsarbeit sein, um christliche Werte in der Gesellschaft zu bewahren.
Eines der aktuellen Ziele des Forums ist die Gründung einer transnationalen Föderation in Europa, die die Bruderschaften des Kontinents institutionell zusammenführen kann, um ihre interne Verwaltung zu erleichtern und eine gemeinsame Aktionsform für die Neuevangelisierung zu etablieren.
Im Jahr 2023 fand das Forum im Königlichen Gebäudekomplex von Mafra statt.
Im Jahr 2024 ist das Forum für den 27./28. April in Czestochowa, Polen geplant.

## Treffen
| Bearbeitung | Jahr | Datum                 | Ort               | Devise |
| I           | 2020 | 15. und 16. Februar   | Lugano Schweiz    | Erit tanquam lignum plantatum secus decursus aquarum et folium eius non defluet. (Psalm 1,3 )             |
| II          | 2021 | 23. und 24. September | Málaga Spanien    | Et ecce turba magna, quam dinumerare nemo poterat. (Offenbarung 7,9 )                                     |
| III         | 2022 | 1. und 2. Oktober     | Nizza Frankreich  | Transibam ad domum Dei in voce exultationis et confessionis multitudinis festa celebrantis. (Psalm 42,5 ) |
| IV          | 2023 | 16. und 17. September | Mafra Portugal    | Si Deus pro nobis, quis contra nos? (Römer 8,31 )                                                         |
| V           | 2024 | 27. und 28 April      | Czestochowa Polen | In silentio et in spe erit fortitudo vestra (Jesaja 30,15 )                                               |
| VI          | 2025 |                       | Rom Italien       | |